# Alonso de Ribera
Alonso de Ribera (Úbeda, 1560 – Concepción, 9 marzo 1617) è stato un militare spagnolo che per due volte ricoprì l'incarico di Governatore Reale del Cile (1601-1605 e 1612-1617).

## Gioventù
Nato ad Úbeda, fu il figlio illegittimo dell'hidalgo e capitano Jorge de Ribera Zambrana y Dávalos, che si dichiarava discendente dei re d'Aragona.
Dopo aver studiato matematica Ribera si unì all'esercito spagnolo stanziato nelle Fiandre, dando il via ad una lunga e gratificante carriera militare. Combatté numerose battaglie in Francia al seguito di Alessandro Farnese, duca di Parma. Inoltre fece parte dell'Invincibile Armata del 1588, e fu uno dei seguaci del cardinale Alberto d'Austria, governatore dei Paesi Bassi.
La sua carriera militare lo portò davanti a re Filippo III. Nel 1599 il re lo nominò governatore e Capitano Generale del Cile, posizione che ricoprì tra il 1601 ed il 1605, e tra il 1612 ed il 1617.

## Primo governo del Cile
Il Disastro di Curalaba del 1598, in cui i Mapuche uccisero in un attacco a sorpresa il governatore del Cile Martín García Óñez de Loyola, portò all'abbandono delle città di Santa Cruz de Óñez, La Imperial, Valdivia, Osorno, Angol, Villarrica e di tutti gli altri siti spagnoli a sud del fiume Bío Bío. Anche Chillán si spopolò temporaneamente, ed i forti di Arauco e Concepción furono assediati dai Mapuche guidati da Pelantaru.
La difesa spagnola della colonia consisteva per buona parte delle milizie cittadine, considerate inadeguate dalle autorità. Con l'obbiettivo di migliorare l'esercito, erano alla ricerca di un nuovo governatore con esperienza militare. Fu per questo motivo che fu nominato Alonso de Ribera, con l'ordine di riorganizzare un esercito professionistico.

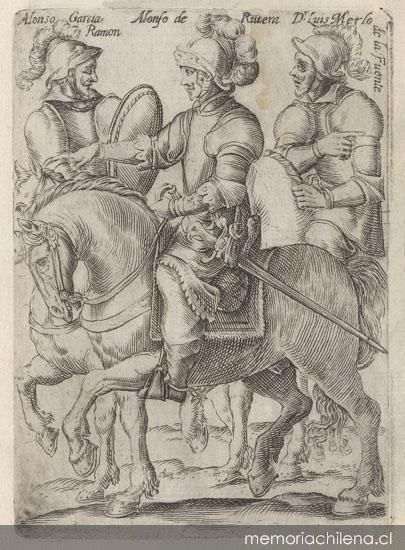
Alonso García Ramón, Alonso de Ribera e Luis Merlo de la Fuente, 1646

Salpò da Siviglia nell'aprile del 1600, con 300 uomini. Al suo arrivo in America incontrò l'ex governatore Alonso de Sotomayor, che lo ragguagliò sulla situazione del Cile della guerra di Arauco. Proseguì per il Peru', giungendo a Concepción nel febbraio 1601.
Dopo il suo arrivo, e dopo una prima valutazione delle forze presenti, Ribera scrisse:"...queste persone sono molto meno disciplinate e molto più disinformate sulle cose militari di quanto avrei mai creduto". Nel 1604 creò un esercito permanente di 1500 uomini, pagati con le casse reali. Il suo piano strategico era di concentrare le forze spagnole in una serie di forti lungo la frontiera, consolidando il potere dell'impero spagnolo, che avrebbe così potuto avanzare a sud. Durante il suo primo governatorato fu in grado di invadere il territorio Mapuche costruendo 19 forti.
Riorganizzò anche le proprietà coloniali a Santiago e nei suoi dintorni. Nell'agosto 1603 incaricò Ginés de Lillo di condurre una ricognizione generale del territorio, prendendo nota delle proprietà private concesse dai governatori e dal cabildo (governo cittadino), al fine di far cessare le continue liti.
Il governatore era anche preoccupato della situazione degli indiani soggetti all'encomienda, e prese alcune decisioni tese a limitarne l'abuso da parte degli spagnoli. Proibì ad esempio l'abitudine delle donne spagnole di andare a messa su carri trainati da indiani. Stabilì nuovi regolamenti per le miniere, che permettevano il lavoro forzato degli indigeni per otto mesi, intervallati da pause di due anni. Quattro mesi prima della scadenza i lavoratori potevano essere costretti a tornare al lavoro.

### Accuse e rimozione dall'incarico
Ribera, abituato alla ricca vita di corte delle Fiandre, scandalizzò la società coloniale più austera introducendo grandi banchetti e feste, giochi di carte, camere sontuose e, a tavola, l'allora sconosciuta forchetta. Queste novità, oltre al fatto che Ribera aveva sposato una donna creola senza il preventivo permesso del re, gli costò una perdita di prestigio che, alla fine, lo forzò a dimettersi dal suo ruolo nel 1605.
Subì un juicio de residencia. Le accuse contro di lui furono i modi duri usati con i soldati, il fatto di aprire la corrispondenza altrui, di favorire i parenti della moglie, giocare d'azzardo, aver perseguito due religiosi ed il non essere credente.
Dopo aver lasciato il governo fu trasferito a Córdoba con la famiglia. Vi restò fino al 1612, quando divenne di nuovo governatore del Cile.

## Secondo governo del Cile
Torno' governatore nel 1612. Padre Luis de Valdivia richiese espressamente una sua nomina effettuata da Filippo III. Valdivia era colui che aveva definito il nuovo sistema militare difensivo del Cile. Pianificò una frontiera statica che avrebbe separato la zona spagnola da quella indigena, che vietasse a tutti eccetto che ai missionari di entrare nella parte spagnola meridionale. Il re concordò sulla richiesta e, nonostante una velata opposizione dello stesso Ribera, egli fu costretto a rispettare il volere del re.
Dopo la morte dei missionari mandati tra gli indigeni da padre Valdivia, Ribera si convinse che questo sistema era sbagliato. Le buone relazioni tra clero e governatore si raffreddarono.
Tra i compiti di Ribera nel suo secondo mandato c'era la difesa della costa cilena dall'attacco dei corsari olandesi, iniziati nel 1613. Una di queste spedizioni era composta di sei navi di proprietà della Compagnia Olandese delle Indie Orientali ed era diretta verso le Molucche, con l'intenzione di attraversare lo stretto di Magellano. Questa flotta era capitanata dall'ammiraglio Joris van Spilbergen. Non appena il governatore fu informato dell'arrivo di Spilbergen, ordinò la fortificazione delle città di Valparaíso e Concepción. Spilbergen non attaccò le coste cilene, ma le superò approdando a nord.
Durante l'amministrazione di Ribera, il 29 gennaio 1616, una spedizione guidata da Jacob Le Maire, con Wilhelm Cornelisz Schouten come pilota, scoprì Capo Horn.
Il governatore Alonso de Ribera morì a Concepción il 9 marzo 1617.